# 군 (작위)
군작(君爵)은 고려시대와 조선시대에 왕실의 종실, 외척 또는 공신에게 주어진 작위로, 등급은 후작과 백작에 상당한다.
1401년 조선 태종은 중국을 참람되게 모방할 수 없다하여 작위를 개편했는데 이때 후작(侯爵)을 군(君)으로, 백작(伯爵)을 부원군(府院君)으로 고치었다. 이 중 무품계인 왕자군 이외의 벼슬아치 및 왕손들에게 부여되는 군작위가 5등작 중 후작에 상당한다.

## 고려 시대
군의 칭호는 고려시대부터 활용되었으며,  고려 태조의 서자 중에도 왕위군, 인애군 등과 같이 군호를 붙인 사례가 보이기도 한다. 기타 대군, 부원대군, 부원군 등의 호칭이 사용되었다. 고려 초기에는 일반인 출신 관료에게만 군호가 사용되었고, 통상 왕의 아들에게는 고려 중기까지만 해도 태자나 공(公) 직책을 붙이다가 몽골의 제후왕으로 격하된 고려 충렬왕 이후부터는 왕의 아들에게는 대군, 왕의 서자와 적실 손자에게는 대군과 부원대군을 기타에게는 군 호칭을 붙였다. 또한 왕이 임명하는 관료에게도 군호를 붙이다가 정2품 이상의 관리에게는 부원군 직위를 붙였다.

## 조선 시대
조선시대에는 《경국대전》에 봉작을 받을 이를 정했는데, 종실의 경우, 왕의 적자는 대군(大君), 서자는 군이라 하고, 왕세자의 적자는 정2품 군, 왕세자의 서자는 정3품 군, 그리고 가까운 종친도 종3품 이상은 군으로 봉했다. 기타 군의 작위를 받지 못한 종친이더라도 사후 종3품 이상의 직책에 추증되면 군작위가 내려졌다. 종친으로서 군이 된 자는 모두 왕자군(王子君)이라 불렸다.
공신의 경우 그의 훈공과 지위에 따라 부원군 또는 군을 주었고, 고급 공신과 종1품 이상의 관리, 왕비의 아버지는 부원군(府院君)으로 봉했다. 기타 대군이나 군의 장인에게도 군(君)의 직책을 주었다가 대부분 부원군으로 바꾸었다.
군을 봉작받은 사람은 출신 고을이나 관련이 있는 고을의 이름을 붙여 부르기도 했다.

## 현대
고려, 조선 시대에도 직책 외에 자신과 비슷한 연배나 손아랫사람에게 성이나 이름의 뒤에 “군”이라는 경칭을 붙이기도 했다. 이후 일제 강점기를 거쳐 현대의 대한민국에도 자신과 비슷한 연배의 남자나 젊은 연배의 남성에게도 이름이나 성 뒤에 “군”이라 하여 경칭으로 쓰기도 한다.

## 차이점
왕족이나 왕의 서자에게 붙이는 군과 일반인에게 붙이는 군호는 차이점이 있다. 조선 초에는 대군과 군에게도 품계가 부여되었으나 이후에는 품계를 부여하지 않았다. 왕자와 그 후손에게 붙이는 군호는 일반적으로 신하의 이름과는 달리 족보 등에서 이름 대신 활용되기도 한다.
일반 신하에게 붙이는 군은 정일품 보국숭록대부 이상에게 부여되는 부원군으로 진봉될 수 있지만, 왕서자 군은 무품군으로서 부원군으로 진봉할 수 없다.

## 같이 보기
- 호 (이름)
- 대군
- 대원군
- 부원군
- 공주와 옹주